# شهریارک گوش‌سفید
شهریارک گوش‌سفید (نام علمی: Carterornis leucotis) نام یک گونه از سرده مرغ کارتر است.